# Roggenmuhme (Korndämon)
Die Roggenmuhme ist ein weiblicher Korndämon und Kinderschreck der deutschen Sage, der sich im Feld und Acker aufhält.
Die Roggenmuhme geht im Feld auf und ab, ernährt sich vom Korn und reißt die unreifen Ähren aus. Wenn sie dem Bauer zürnt, so dorrt sie sein Feld aus und straft ihn auf diese Weise. Allgemein sorgt das Durchschreiten des Feldes durch die Roggenmuhme allerdings für Fruchtbarkeit. Bei der Ernte flieht sie in die letzte Garbe. Die Roggenmuhme erhält auch einen Anteil an der Ernte, der entweder stehen gelassen oder ins Feld geworfen wird. Diese Sitte soll die Roggenmuhme gnädig stimmen und ein fruchtbares nächstes Jahr herbeiführen.
Die Wohnung der Roggenmuhme wird unterirdisch gedacht, im „Wurzelreich“ oder in einer Höhle.
Die Roggenmuhme ähnelt Frau Holle und Perchta darin, dass sie die faulen Mägde straft, welche in den Zwölfnächten ihre Spinnrocken nicht abgesponnen haben. Daher heißt sie auch Rockenmör. Der Hauch der Roggenmuhme bringt Krankheit und Tod.

## Namen
Die Roggenmuhme hat viele verschiedene Namen. Diese können häufig bestimmte wiederkehrende Namensbestandteile sein.

### Namen mit dem NamensbestandteilRoggen-
Folgende Namen auf Roggen- sind für die Roggenmuhme außerdem überliefert: Roggenmutter, Roggenfrau, Roggenweib, Roggenweibchen, Roggenwief, Roggenalte, Roggenhexe, Roggenmöhme, Roggenmöhn, Roogenmäuk, Roggemöh, Roggomön, Roggenmüne und Roggenmiene.

### Namen mit dem NamensbestandteilKorn-
Namen mit dem Element Korn- sind beispielsweise: Kornmutter, Kornmoder, Kornmuhme, Kornmöhm, Kornmähne, Kornfrau, Kornweib, Kornwyf, Kornwif, Kornweiblein, Koarkewiffke, Kornweibel, Kornalte, Kornengel, Koansbab und Kornbaba.
Hierbei ist zu berücksichtigen, dass das Wort „Korn“ je nach Region entweder die Gesamtheit des Getreides bezeichnete, oder für die lokale Hauptgetreideart verwendet wurde. Besonders in Mittel- und Süddeutschland ist für 1865 die Verwendung von „Korn“ für „Roggen“ nachvollziehbar.

### Namen mit anderen Getreidesorten als Namensbestandteil
Auch andere Getreidesorten finden im Namen der Roggenmuhme ihren Niederschlag. Diese sind der Weizen in Weizenmutter und Weizenmuhme, die Gerste in Gerstenmutter und Gerstenmuhme, der Hafer in Hafermutter und Habernitza, aber auch allgemein das Getreide in Getreidemuhme, Getreidehexe, Saatmuhme, Preinscheuhe und Breinscheuhe.

### Namen mit anderen Feldfrüchten, Ackerpflanzen und Agrarbegriffen als Namensbestandteilen
Verschiedene weitere Feldfrüchte werden als Namensbestandteile der Roggenmutter genutzt, so die Erbse in der Erbsenmuhme, der Erbsenmöh und im Erbsenweib. Der Flachs ist Namensbestandteil der Flachsmutter. Nach dem Ackerunkraut (Radel) benannt sind Radelweib, Rahlweib, Raalweib und Ralenweib. Weitere Namen sind mit Feldern und Ernte verbunden, so Erntemutter und Feldweib.

### Andere Namen
Zudem heißt die Roggenmuhme auch noch Alte, altes Weib, Großmutter, große Mutter, alte Hure, große Hure, Heimmutter, Pannwief, Dratweiberl, böses Weib, böse Frau, Beumöhn, Muhme, weiße Frau und wilde Frau.

## Aussehen
Die Roggenmuhme ist häufig ganz schwarz oder schneeweiß beschrieben, dazu von übermenschlicher Größe.
Die Arme der Roggenmuhme sind lang oder von Eisen. Ihre Finger sind feurig oder eisern. Es heißt auch, dass die Roggenmuhme Krallen an den Händen habe, welche ebenfalls aus Eisen sein können.
Die ungewöhnlich großen Brüste der Roggenmuhme sind so lang, dass sie sie über die Achseln schlagen kann. Sie hat viele Brüste. Diese können schwarz, eisern, hölzern oder silbern sein. Sie sind spitz und hart, haben glühende Eisenspitzen oder brennen. Die Brüste sind mit Teer, giftiger Milch oder Blut gefüllt. Wegen des prominenten Merkmals ihrer Brüste heißt die Roggenmuhme daher auch Zitenweib, Tittenwief, Tittenwiv oder Tittewîf.
Die Roggenmuhme wird als alte und runzlige Frau beschrieben. Sie hat stechende Grannen im Gesicht, hat eine krumme Nase und trägt eine Brille. Zum Teil wird sie sogar kopflos beschrieben.
Die Roggenmuhme soll auch ein eisernes Herz haben.
Außerdem kann sie ihre Gestalt verändern, etwa in eine Schildkröte, eine Schlange, einen Frosch, einen Wolf, eine schwarze Katze, ein gehörntes Tier oder einen Hund mit Decke.
Die Roggenmuhme ist häufig in Schwarz gekleidet, kann aber auch ganz in Grau gekleidet sein. Ihr Erscheinungsbild ist zerlumpt. Manchmal trägt die Roggenmuhme auch einen roten Rock oder sie trägt ein rotes Kleid und eine rote Mütze dazu. Sie besitzt einen blauen Mantel, trägt auch weite wehende Röcke. Oft trägt die Roggenmuhme ein weißes Kopftuch wie eine Schnitterin. Manchmal geht sie auf Krücken.

## Roggenmuhme als Wettererscheinung
Die Roggenmuhme wird mit mehreren Wettererscheinungen assoziiert. Geht der Wind durch das Kornfeld, so zieht die Kornmutter über das Getreide oder es laufen die Kornweiber durchs Korn. Auch ist sie die fahrende Frau oder fahrende Mutter im Wirbelwind. Im Wirbelwind ist die Roggenmuhme mit ihren Doggen unterwegs.
Gewitterwolken werden nach ihr als alte Weiber oder Regenmütter benannt. Die Roggenmuhme ist zudem auch als Regenmuhme bekannt.

## Roggenmuhme als Mittagsgeist
Die Roggenmuhme tritt insbesondere in der Mittagszeit zwischen 12:00 Uhr und 13:00 Uhr auf, in einer Stunde, die dialektal auch im Untern oder Onnern genannt wird. Daher heißt sie Mittagsfrau, Mittagsmutter, Untermutter, Untermuhme, Enongermur, Enungeschmor, Enongeschmor, Enongermoer oder Einuhrsmutter. Wen sie Mittags auf den Feldern antrifft, den tötet sie oder erschreckt ihn durch sonderbare Redensarten. Findet sie Wöchnerinnen zwischen 12:00 Uhr und 13:00 Uhr sowie zwischen 18:00 Uhr bis 20:00 Uhr im Bett, so verrichtet sie deren Feldarbeit. Findet sie die Wöchnerinnen zur angegebenen Zeit nicht im Bett, so gibt es ein Unglück.

## Roggenmuhme als Kinderschreck
Besonders häufig wird die Roggenmuhme als Kinderschreck genannt. Ihre Tätigkeiten als Kinderschreckfigur sind äußerst vielfältig.
In ihrer Sage Nr. 90 Die Roggenmuhme erzählen die Brüder Grimm, dass die Roggenmuhme Menschenkinder durch Wechselbälge vertauscht, das richtige Kind aber wiederbringt, wenn der Wechselbalg nicht gesäugt wird. Andernorts heißt es, dass sie um Mitternacht uneheliche Kinder stehle.
Die Roggenmuhme lauert im Feld all jenen Kindern auf, die Kornblumen pflücken wollen. Nach der Kornblume heißt sie auch Kornblumenfrau, Krullmoer, Krüllkemoer, Krullkesmouder, Krüllkesmutter, Tremsenmutter, Tremsemutter, Trensemutter, Trimpsenmutter oder Trämssemutter.
Sie lockt Kinder auch ins Feld und heißt davon Ziehmuhme oder Kindelmuhme. Sie lockt insbesondere durch ihr Winken. Auch werden Kinder von ihr verschleppt, indem sie sie in ihren Sack oder Tragkorb steckt. Entführte Kinder nimmt sie unter ihre weiten wehenden Röcke oder bringt sie ins „Wurzelreich“. Auch zieht die Roggenmuhme Kinder mit einer eisernen Ofenkrücke zu sich und lässt sie von einer Kröte bewachen. Sie führt die Kinder im Feld in die Irre, lässt sie verhungern oder kommt mit ihren Elfen und legt die Kinder auf Blumenkissen, worauf diese einschlafen und nicht mehr erwachen. Letzteres erinnert eher an Feen. Als Hexe tritt die Roggenmuhme auf, wenn sie Kinder verhext oder den bösen Blick hat, als Nachtmahr, wenn sie nachts böse Geister zu ungehorsamen Kindern ans Bett schickt.
Oftmals müssen Kinder an den bereits oben erwähnten todbringenden Brüsten der Roggenmuhme saugen oder bekommen diese um die Ohren geschlagen. Ansonsten werden sie auch gegen die Brüste der Roggenmuhme gedrückt und kommen dadurch zu Tode. Generell erdrückt sie Kinder in ihrer Umarmung. Die Roggenmuhme hockt auch in Wolfsgestalt im Korn und wird von kleinen Hündchen begleitet, die Kinder in ihre eiserne Umarmung locken. Auch gilt sie als Mutter der Roggenwölfe, welche die Kinder fressen. An beides erinnert der Name Wolffrau. Zudem verfüttert sie Kinder an ihr brennendes Hornvieh.
Die Roggenmuhme verfolgt die Kinder zu Pferde oder läuft selbst schnell wie ein Pferd. Im letzteren Fall hetzt sie Kinder in Wettläufen zu Tode. Auch kann sie fliegen und bringt die Kinder auf diese Weise zum Meer, um sie dort zu ertränken. Wenn sie Kinder anspricht, so müssen diese sterben.
Die Roggenmuhme verlangt von Kindern eine teerbestrichene Brotschnitte zu essen. Wenn diese nicht willfahren, dann schlägt sie ihnen den Kopf ab. Auch schmiert sie Kinder mit Teer aus einer Flasche ein oder schmiert ihnen die Augen mit Teer zu. Sie kratzt Kindern aber auch die Augen aus oder bläst ihnen das Augenlicht aus, so wie es auch die wilde Jägerin Frau Holle/Perchta zu tun pflegt. Die Roggenmuhme erwürgt Kinder, dreht ihnen den Hals um oder den Kopf ab, schneidet ihnen außerdem den Hals oder Nase und Ohren ab. Außerdem köpft sie Kinder mit der Sichel. Daher heißt die Roggenmuhme auch Sichelweib, Sichelfrau, Sichelmuhme, Sichelhals, Zekelwief und Secherwief. Zum selben Zweck nutzt sie zudem ein Messer oder eine Säge. Mit der Sense mäht sie den Kindern die Beine ab. Finger werden ebenfalls abgeschnitten. Generell reißt die Roggenmuhme Kindern die Beine aus.
Die Roggenmuhme bindet Kinder mit einem Faden zu einem Bündel zusammen oder bindet die Kinder an einen Zwirnfaden und verprügelt sie dann. Sie kneift Kinder mit eisernen Zangen oder bedient sich eines Kneifs. Sie sticht Kinder mit Piken, von denen sie drei besitzt, eine beim Kopf und je eine in jeder Hand. Auch sticht die Roggenmuhme mit Halmen oder schlägt Kindern Nägel in die Fersen.
In ihrer Hand trägt die Roggenmuhme eine Rute oder Peitsche, die als Blitzstab zu werten ist. Auch hat sie ein Zepter oder einen eisernen Kantschuh. Mit diesem oder einer eisernen Geißel werden Kinder geprügelt. Sie steckt Kinder in die Nageltonne und rollt sie darin umher oder schleppt sie in eine Höhle und zermalmt sie dort mit der Fleischmaschine. Ansonsten zerstampft sie die Kinder auch in einem eisernen Butterfass. Davon trägt sie die Namen Buttermuhme, Bottermäumk oder Putterlusche.
Die Roggenmuhme beißt und frisst Kinder auch. Um an Kinder zu kommen, legt sie Fußangeln aus. Sie schlachtet und verzehrt die Kinder oder tötet und brät sie mithilfe ihrer brennenden Brüste und Finger. Auch wirft die Roggenmuhme Kinder in einen Kessel mit heißem Wasser oder saugt ihnen das Blut aus.